# Il trionfo di Ercole
Il trionfo di Ercole è un film del 1964 diretto da Alberto De Martino.

## Trama
Milo uccide il re di Micene per poter prendere il suo posto. La principessa Ati, figlia del defunto re viene falsamente informata da Milo che i colpevoli dell'assassinio sono gli amici del vecchio re. Gli amici, calunniati, chiamano Ercole per potersi difendere, il muscoloso eroe dopo molteplici avventure riesce ad uccidere Milo e a sposare Ati e a far tornare la pace a Micene.